# Shalimar, o Equilibrista
Shalimar, O Equilibrista (Brasil) ou Shalimar, o Palhaço é uma obra de ficção de Salman Rushdie publicada em 2005 e que conta a história do personagem Shalimar, da infância à morte, da sua carreira como artista a assassino profissional, tendo em foco em quatro personagens fundamentais: Índia/Caxemira, Boonyi, Max, e o próprio Shalimar. O livro não segue a ordem cronológica dos eventos e inicia-se com um misterioso assassinato que se desvenda ao longo do romance.
O lançamento mundial do livro teve como principal evento a Festa Literária Internacional de Paraty, no Brasil, em 2005, com a presença do autor.